# 1033
1033 (MXXXIII) a fost un an obișnuit al calendarului iulian.

## Evenimente
- 2 februarie: Conrad al II-lea al Sfântului Imperiu Roman devine rege al Burgundiei (1033-1038)

## Nașteri
- Anselm de Canterbury, arhiepiscop de Canterbury (d. 1109)

## Decese
- 31 decembrie: Frederic III, 13 ani, duce de Lorena (n. 1020)

- Cunigunda de Luxemburg, soția împăratului Henric al II-lea (n. 975)